# チャールズ・リッチェル
チャールズ・フランシス・リッチェル（英: Charles Francis Ritchel 、1844年12月22日 - 1911年1月21日）は、アメリカ合衆国の発明家である。アメリカで最初の人力飛行船を飛行させた。遊園地などに置かれている写る像を歪ませる鏡など、150の特許を取得した。
リッチェルの発明した1人乗りの飛行船はコネチカット州ブリッジポートの工場で製作された。グッドイヤーで製作した円筒形のゴム製の気嚢の下にフレームが取り付けられ、手動プロペラで操縦することができた。60mほどの高さに上昇することができた。1876年のフィラデルフィア万国博覧会で、展示場の中で飛行してみせた。1878年6月12日、マーク・キンラン（Mark Quinlan）の操縦で、コネチカット州ハートフォードのコルトの兵器工場の野球場から多くの観衆の前で飛び立ち、兵器工場の建物の上を越えコネチカット川を超えた後、離陸地点に戻って着陸した。コネチカット航空歴史協会の創立者、ハーヴェー・リピンコットによればアメリカ最初の有人飛行船飛行であるとされる。キンランは翌日も飛行を行なったが強風に流されて、近くのニューイングトンに着陸した。リッチェルの飛行船はボストンなどで何度も飛行し、5機の飛行船が売れた。リッチェルはより大型で11人が駆動する大陸横断用の飛行船の構想をたてたとされる。
リッチェルのその他の発明としてはRitchel's Laugh-O-Graphsという映した像が奇妙な形にひずむ鏡や、サルのもつ盆の上にコインを置いてレバーを引くと、サルの体の中にコインが取り込まれる貯金箱などがある。いくつかの発明は成功したにもかかわらず、ブリッジポートで貧しいまま没した。